# 木蜡树
木蜡树（学名：Toxicodendron sylvestre），又名七月倍（湖南）、山漆树（广西、安徽）、野毛漆（浙江）、野漆疮树（安徽），为漆树科漆属的植物。分布在朝鲜、日本以及中国大陆的长江以南等地，生长于海拔140米至2,300米的地区，常生于林中，目前尚未由人工引种栽培。

## 异名
- Rhus sylvestris Sieb. et Zucc.